# Harry
Harry of  Harrie is een voornaam, voornamelijk gebruikt voor mannen.
In Nederlandstalige landen worden de vormen eindigend op -ie en op -y beide gebruikt. In de Engelstalige wereld gebruikt men de vorm eindigend op -y en kan de naam worden beschouwd als een afkorting van Henry. De vrouwelijke variant is Harriët. Een Noorse variant is Harald. De Limburgse variant is Hay of Harie.

## Naamdragers
Lijst van personen en andere zaken met de voornaam Harry (of een afgeleide daarvan)
- Prins Harry
- Harry Aarts
- Harry Bannink, Nederlands componist
- Harry Brinkman
- Harry Broos
- Harry Dikmans
- Harry Golombek
- Harry Hamer
- Harry Hammond Hess
- Harry Harrison
- Harry Hestad
- Harrie Jekkers, Nederlands cabaretier
- Harry Kies, theaterproducent
- Harry McGurk
- Harry Merry, Nederlands singer-songwriter
- Harry Moorman
- Harry Mulisch
- Harry Pillsbury
- Harry G.M. Prick
- Harry Sacksioni, gitaarvirtuoos
- Harry Seijben, Nederlands politicus
- Harry Slinger, Nederlands zanger
- Harry S. Truman
- Harry Styles, zanger One Direction
- Harry Vermeegen
- Harry Vos
- Harry Weedon

### Fictieve personen
- Handige Harry, een boef in de series van Bassie en Adriaan, gespeeld door acteur Paul van Soest
- Harry Klein, de assistent van rechercheur Derrick uit de gelijknamige televisieserie
- Harry Potter, Tovenaarsleerling uit de boeken van J.K. Rowling
- Haagse Harry , stripfiguur, prototype van de "doâhsnaai" Hagenees
- Dirty Harry , een rol van Clint Eastwood in de gelijknamige filmreeks

### Overig
- "Handige Harry", een alliteratie om een handig persoon mee aan te duiden (Mijn man Henk is zo'n klusjesman, hij is echt een handige Harry)
- een televisiefilm uit 1976, zie Harry (tv-film)
- een Britse televisieserie die liep van 1993 tot en met 1995, zie Harry (televisieserie).
- In 2005 (?) waren de borsten van actrice Georgina Verbaan uitgebreid in het nieuws, die zij zelf liefkozend haar "Harries" placht te noemen.